# Agenda kuir
Agenda kuir es una publicación periódica en lengua castellana de temática queer y transfeminista. Se publica anualmente desde 2013 en forma de agenda con contenido literario, académico, gráfico y fotográfico relacionado con la disidencia sexual y el transfeminismo.
La publicación hace referencia a numerosas efemérides del activismo con la voluntad de preservar la memoria del feminismo y las diversidades. Durante los primeros años, Agenda kuir se publicó desde Valparaíso, pero a partir de 2021 aparece tanto en Valparaíso como en Barcelona. Entre sus colaboradores cabe mencionar Sebastián Calfuqueo, Jorge Díaz, Lucía Egaña Rojas o val flores (sic). En 2017 apareció un volumen compilatorio de los cuatro años anteriores titulado No más heterosexualidad obligatoria y en 2023 se presentó una exposición retrospectiva en motivo del décimo aniversario de Agenda kuir en la localidad catalana de Hospitalet de Llobregat.